# Paul Biya

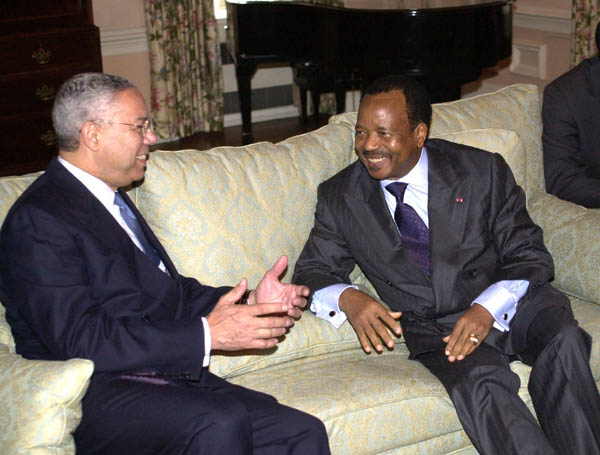
Colin Powell in gesprek met Paul Biya (rechts)

Paul Biya (Mvomeka'a, 13 februari 1933) is sinds 1982 president van Kameroen.

## Levensloop
Biya werd geboren in het dorpje Mvomeka'a in het toenmalige Frans-Kameroen (Cameroun). Hij bezocht de missieschool. Op advies van een van zijn leraren bezocht hij het Edea en Akonio Seminarie om voor rooms-katholiek priester te studeren. Uiteindelijk koos hij niet voor het priesterschap en bezocht het Lycee General Leclerc in Yaoundé, de hoofdstad van Frans-Kameroen. Na zijn middelbare opleiding studeerde hij rechten in Parijs.
Na zijn terugkeer in het inmiddels onafhankelijke Kameroen (1962) sloot hij zich aan bij de Union National du Camerounais (UNC) van president El Hadji Ahmadou Ahidjo. Al gauw werd hij adviseur van de president en in juni 1975 werd hij tot premier en minister van Staat van Kameroen benoemd. Ook werd hij lid van het Centraal Comité van de UNC.
In 1982 trad president Ahidjo zonder opgaaf van redenen af en Biya volgde hem als interim-president op. Ahidjo bleef echter als voorzitter van de UNC een machtsfactor. Van 1982 tot 1984 woedde er een machtsstrijd tussen Ahidjo en Biya die ten gunste van de laatste werd beslecht. Volgens deskundigen was het niet zomaar een machtsstrijd maar speelden ook de afkomst van beide politici een rol (Ahidjo was een uit het noorden afkomstige moslim, Biya een uit het zuiden afkomstige katholiek).
In 1984 werd Biya tot president van Kameroen gekozen en tijdens het partijcongres van de UNC tot voorzitter van de partij gekozen. Direct na zijn verkiezing tot voorzitter wijzigde hij de naam van de partij in Rassemblement Démocratique du Peuple Camerounais/Cameroonian People's Democratic Rally (RDPC/CPDR).
Biya ontsloeg Ahidjo uit al zijn functies en hij werd bij verstek ter dood veroordeeld, een straf die later werd omgezet in levenslang (pro forma vermits Ahidjo in ballingschap verbleef, deels in Frankrijk, deels in Senegal waar hij in 1989 overleed).
Werden onder Ahidjo de noorderlingen voorgetrokken, onder Biya gebeurde het omgekeerde: hij benoemde zuiderlingen op belangrijke posten. In 1984 probeerde een groep noordelijke militairen tevergeefs het regime van Biya omver te werpen.
Eind jaren tachtig stemde Biya onder zware druk van het Westen in om democratische hervormingen door te voeren. In 1991 werd het eenpartijstelsel van de RDPC/CPDR afgeschaft en werden oppositiepartijen toegestaan. Ook werd het premierschap hersteld. Bij de presidentsverkiezingen van 1992, 1997, 2004, 2011 werd Biya herkozen als president, waarvan bij de laatste drie telkens met grote meerderheid. 
In 2018 werd Biya, op 85-jarige leeftijd, voor de zevende achtereenvolgende keer president. Hij kreeg 71,3% van de stemmen. De kandidaat van de oppositie, Maurice Kamto, kreeg 14,2% van de stemmen en Cabral Libii 6,3%. Hij bestuurt het land al 36 jaar. Sinds Biya in 1982 aan de macht kwam, heeft hij elke verkiezing gewonnen maar na elke stembusgang klaagde de oppositie over onregelmatigheden.
Biya is geen dictator, maar zeker niet democratisch. Hij doet er alles aan om aan de macht te blijven. Internationale druk op zijn regime is er niet, omdat de conservatieve Biya als prowesters geldt. Onder Biya is de situatie in Kameroen redelijk stabiel.
Nadat zijn eerste vrouw, de 58-jarige Jeanne-Irène Biya op 29 juli 1992 overleed, hertrouwde hij op 23 april 1994 met de 37 jaar jongere Chantal Biya.